# ایزابلا اسکروپو
ایزابلا دوروتا اسکروپو (به انگلیسی: Izabella Dorota Scorupco) (زاده‌ٔ ۴ ژوئن ۱۹۷۰) بازیگر و مدل لهستانی-سوئدی است که از مهمترین آثارش می‌توان به بازی در با آتش و شمشیر (فیلم)، با آتش و شمشیر (مجموعه تلویزیونی)، چشم طلایی (۱۹۹۵)، محدودیت عمودی (۲۰۰۰) و فیلم سلطنت آتش (۲۰۰۲)، باشگاه کوگر(۲۰۰۷)، جن‌گیر: آغاز اشاره کرد.